# Milič
Milič  je priimek v Sloveniji in tujini. Po podatkih Statističnega urada Republike Slovenije je na dan 1. januarja 2010 v Slovenjiji uporabljalo ta priimek 152 oseb. 

## Znani slovenski nosilci priimka
- Alojz Milič (1932—2018), igralec SSG Trst
- Danilo Milič (1917—1986), pravnik in novinar
- Dare Milič, radijski novinar
- Dušan Milič, napovedovalec
- Ivan Milič (*1970), glasbenik, glasbilar
- Jolka Milič (1926—2021), pesnica, prevajalka in publicistka
- Josip Milič - Joseph Milic Emili (1931—2022), zdravnik/medicinski fiziolog, brat Jolke Milič
- Katja Milič, pianistka in klavirska pedagoginja v zamejstvu
- Pavel Milič (*1930), gospodarstvenik
- Rado Milič, zborovodja v zamejstvu
- Sonja Milič (*1955), igralka in trenerka namiznega tenisa

## Znani tuji nosilci priimka
- Jan Milič (?—1374), češki reformator